# Guidan Kankia
Guidan Kankia (auch: Guinan Kankia, Kagna Garin Daouda) ist ein Dorf im Arrondissement Zinder III der Stadt Zinder in Niger.

## Geographie
Das von einem traditionellen Ortsvorsteher (chef traditionnel) geleitete Dorf befindet sich nordöstlich des Stadtzentrums im ländlichen Gemeindegebiet von Zinder, der Hauptstadt der gleichnamigen Region Zinder. Zu den Siedlungen in der näheren Umgebung von Guidan Kankia zählen Garin Bardeï im Nordwesten, Dan Ladi im Norden, Angoual Bawa im Nordosten, Malan Amar im Südwesten und Banguia im Westen.
Wie im gesamten Gemeindegebiet von Zinder herrscht das Klima der Sahelzone vor, mit einer durchschnittlichen jährlichen Niederschlagsmenge zwischen 300 und 400 mm.

## Bevölkerung
Bei der Volkszählung 2012 hatte Guidan Kankia 299 Einwohner, die in 45 Haushalten lebten. Bei der Volkszählung 2001 betrug die Einwohnerzahl 201 in 34 Haushalten und bei der Volkszählung 1988 belief sich die Einwohnerzahl auf 250 in 31 Haushalten.

## Wirtschaft und Infrastruktur
Es gibt eine Schule im Dorf.